# Campeonato Argentino de Futebol de 1907
O Campeonato Argentino de Futebol de 1907, originalmente denominado Copa Campeonato 1907, foi organizado pela Argentine Association Football League. O certame foi disputado entre 21 de abril e 11 de novembro. O Alumni conquistou o seu sétimo título de campeão argentino.

## Classificação final
| Pos | Equipes              | Pts | J  | V  | E | D  | GM | GS | SG  |
| --- | -------------------- | --- | -- | -- | - | -- | -- | -- | --- |
| 1.  | Alumni               | 37  | 20 | 17 | 3 | 0  | 76 | 13 | +63 |
| 2.  | Estudiantes (BA)     | 31  | 20 | 13 | 5 | 2  | 51 | 25 | +26 |
| 3.  | San Isidro           | 25  | 20 | 11 | 3 | 6  | 51 | 31 | +20 |
| 4.  | Quilmes              | 24  | 20 | 11 | 2 | 7  | 44 | 31 | +13 |
| 5.  | Belgrano Athletic    | 23  | 20 | 10 | 3 | 7  | 26 | 26 | +0  |
| 6.  | Porteño              | 22  | 20 | 8  | 6 | 6  | 42 | 41 | +1  |
| 7.  | Reformer             | 17  | 20 | 8  | 1 | 11 | 36 | 53 | -17 |
| 8.  | Argentino de Quilmes | 16  | 20 | 6  | 4 | 10 | 23 | 50 | -27 |
| 9.  | Lomas Athletic       | 11  | 20 | 4  | 3 | 13 | 21 | 50 | -29 |
| 10. | San Martín Athletic  | 10  | 20 | 4  | 2 | 14 | 24 | 70 | -46 |
| 11. | Barracas Athletic    | 4   | 20 | 2  | 0 | 18 | 17 | 21 | -4  |

## Premiação
| Campeonato Argentino de Futebol de 1907 |
| --------------------------------------- |
| Alumni Campeão (7° título)              |

## Bibliografía
- Estévez, Diego (2010). 38 Campeones del fútbol argentino 1891-2010. [S.l.]: Ediciones Continente. ISBN 978-950-754-301-2